# Slag bij Modon

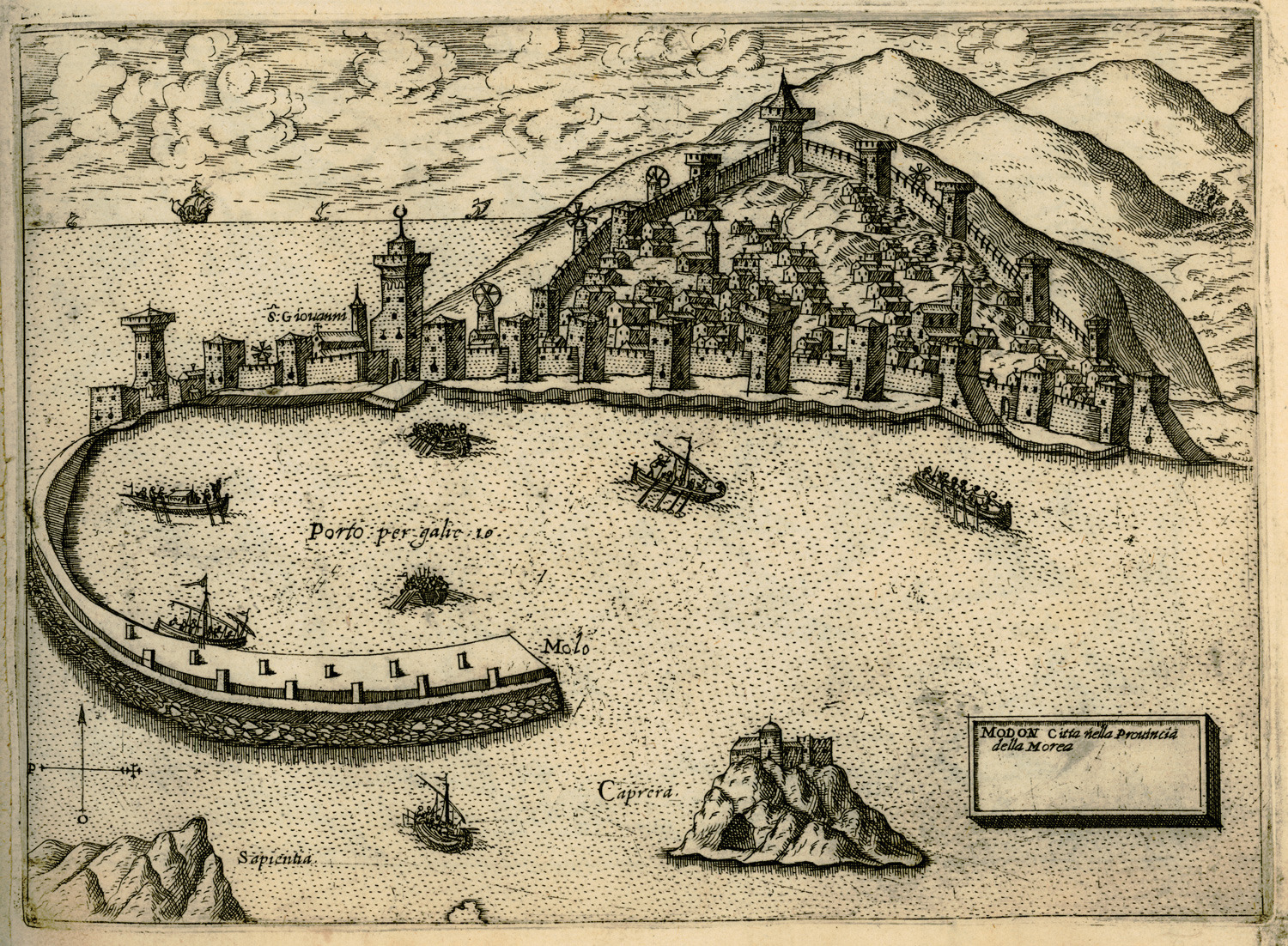
Haven van Modon

De Zeeslag bij Modon vond plaats op 7 oktober 1403 ter hoogte van de havenstad Methone (Messenië) en was een van de laatste zeeslagen in de Venetiaans-Genuese oorlogen.

## Achtergrond
De republiek Genua stond sinds 1396 onder controle van het koninkrijk Frankrijk. Jean II Le Meingre, alias Boucicaut, was er sinds 1401 gouverneur. Boucicaut was een groot bestrijder van het Ottomaanse Rijk. In april 1403 deed hij een aanval op Beiroet en andere steden in de Levant; daarbij plunderde hij verschillende Venetiaanse handelsposten. In september zeilde hij met elf galeien en twee koggen huiswaarts.

## Zeeslag
De Venetiaanse admiraal Carlo Zeno wachtte hen op ter hoogte van de Griekse haven Methone. Op de morgen van 7 oktober bij het uitvaren van het eiland Sapientza vielen de Venetianen aan. In de daaropvolgende strijd werd zwaar gevochten, met name tussen de vlaggenschepen van de twee tegengestelde vloten. Er waren lijf-aan-lijfgevechten. De slag werd beslist door het Venetiaanse schip Pisana, dat drie Genuese galeien veroverde. Boucicaut moest de strijd staken en trok zich terug. De Genuezen telden 600 slachtoffers en verloren nog eens 300 krijgsgevangenen, terwijl de Venetianen slechts 153 gewonden hadden geleden.

## Vervolg
De zeeslag betekende het einde van Genua als zeemogendheid op de Middellandse Zee, vanaf nu zullen ze hun diensten aanbieden aan de Iberische vorsten.
Venetië zal meer en meer verwikkeld worden in de strijd met de Ottomanen, de Ottomaans-Venetiaanse oorlogen.